# Benno Huve
Benno Huve (* 9. Mai 1946) ist ein niederländischer ehemaliger Fußballspieler.
Der defensive Mittelfeldspieler war zunächst als Profi beim Sportclub Enschede. Nach der Fusion mit dem Rivalen Enschedese Boys zum FC Twente war er dort ab 1965 aktiv. Unter Trainer Kees Rijvers wurde Huve Stammspieler, meist in einer Mittelfeldkombination mit Eddy Achterberg und Kick van der Vall. In 203 Spielen für die Tukkers erzielte er sieben Tore. Wegen Knieproblemen beendete er 1973 seine Laufbahn.